# François W.C. Trafford
François W. C. Trafford (Napoli, 1821 – ...) è stato un naturalista e scrittore britannico.

## Biografia
Figlio di un nobile inglese e di una signora napoletana, Carmela Pedata, nasce a Napoli nel 1821. Rimasto influenzato dalla precoce e misteriosa scomparsa della madre, dal forte e originale carattere del padre e dalle difficoltà economiche che lo affliggono, decide di vivere in Svizzera dedicandosi a una vita di studi naturali e di viaggi.
È noto per aver scritto Amphiorama ou la Vue du Monde des Montagnes de la Spezia. Phénomène inconnu, pour la première fois observé et decrit, avec une Carte du Continent polaire, pubblicato da Orell Füssli, dapprima nel 1874 a Zurigo e poi, per circa un decennio, in sette diverse versioni .
In questo resoconto di viaggio narra della visione del mondo che avrebbe avuto, nel 1869, presso Campiglia dalla vetta del monte Castellana sul golfo della Spezia, il mare di Portovenere e delle Cinque Terre, assistendo ad un fenomeno straordinario: l’amphiòrama, ovvero la chiara visione dell’intero pianeta nei suoi dettagli. 

Nel racconto descrive particolari realistici delle terre che la visione gli aveva mostrato: le isole del Mediterraneo e gli arcipelaghi dei tropici, la taiga e i deserti asiatici, gli altipiani africani e perfino il Polo artico del quale descrive ogni anfratto e ne disegna la “vera” mappa.

## Letteratura del fantastico
L’opera di Trafford è inserita nell’antologia Les Fous Littéraires, redatta da André Blavier in continuazione del lavoro svolto dall'amico e corrispondente Raymond Queneau; l'argomento dei folli letterari è stato ripreso anche da Umberto Eco. 
È verosimile che lo scrittore argentino Borges si sia ispirato al suo libro, quasi un secolo dopo, per il racconto L'Aleph nel quale descrive un'analoga visione del mondo, percepita invece dal chiuso di una cantina di Buenos Aires, e nella quale attribuisce cognomi liguri ai personaggi del racconto.
Nel suo romanzo La mappa, Vittorio Giacopini attribuisce Amphiorama al protagonista Serge Victor, cartografo al seguito di Napoleone Bonaparte durante la campagna d’Italia (personaggio di finzione ispirato a Louis Albert Bacler d'Albe).